# Julia Carlsson
Julia Carlsson (8 de abril de 1975) é uma ex-futebolista profissional sueca que atuava como atacante.

## Carreira
Julia Carlsson fez parte do elenco da Seleção Sueca de Futebol Feminino, nas Olimpíadas de 1996. 